# Poggibonsi
Poggibonsi (alttoskanisch: Poggibonizzi) ist eine italienische Stadt mit 28.205 Einwohnern (Stand 31. Dezember 2023) in der Toskana. Sie liegt in der Provinz Siena, im Chianti-Gebiet zwischen Siena und Florenz.

## Geografie

Lage der Gemeinde Poggibonsi in der Provinz Siena

Die Stadt erstreckt sich über 70 km². Sie liegt 35 km südlich der Regionalhauptstadt Florenz und 23 km nordwestlich der Provinzhauptstadt Siena an der nördlichen Grenze der beiden Verwaltungseinheiten (Provinz Siena und Metropolitanstadt Florenz) in der klimatischen Einordnung italienischer Gemeinden in der Zone D,1 984 GR/G. Durch den Ort fließen die Flüsse Elsa (11 km) und Staggia (15 km), die sich kurz westlich des Ortskerns vereinigen. Poggibonsi liegt im Gebiet des Elsatal (Val d’Elsa) und reicht bis zu den Ausläufern der Hügel des Chianti, wo der Weinanbau und die Landwirtschaft sehr verbreitet sind. Zudem liegt der Ort an der Via Francigena. Die Kirchen der Gemeinde gehören zum Erzbistum Siena-Colle di Val d’Elsa-Montalcino (mit Ausnahme von San Giorgio).
Zu Poggibonsi zählen die Ortsteile Bellavista (135 m, ca. 1300 Einwohner) und Staggia Senese. Weitere Orte (località) sind Castiglioni (146 m, über 100 Einwohner), Fontana (238 m, über 100 Einwohner) und Lecchi (Lecchi di Staggia, 233 m, über 100 Einwohner).
Die Nachbargemeinden sind Barberino Tavarnelle (FI), Castellina in Chianti, Colle di Val d’Elsa, Monteriggioni und San Gimignano.

## Geschichte
Vom geologischen Gesichtspunkt ist das Gebiet von Poggibonsi im Tertiär und vor allem im Pliozän neu gebildet worden. Die ersten Funde eines menschlichen Auftritts sind urgeschichtlich jungsteinzeitlich. Die wichtigsten aber gehen auf die Zeit der Etrusker und Römer zurück, wie die zahlreichen kleinen, vor der Ortschaft verstreuten Nekropolen in der Nähe zu den Colli (dt. Hügel) in Richtung Norden und Nord-Osten bezeugen, aus denen unter anderem die umfangreichste Menge von attischer Keramik des ganzen Val d’Elsa stammt.
Viele Toponyme haben ihren Ursprung in der fernen Vergangenheit, wie z. B. Talciona, wo Marturi (Maris) der etruskische Name für Mars oder Mars-Turan ist. Die Namen von Luco, Megognano, Gavignano, Cedda, Cinciano, Sornano und Gaggiano sind römischen Ursprungs. Den gleichen Ursprung haben viele Straßennamen.
Der heutige Ort entstand im 10. Jahrhundert unter dem Namen Borgo di Marte (später Borgo di Marturi) als Borgo unterhalb der Burg und Abtei Castello della Badia, die auf der Anhöhe Poggio Marturi liegt. In der Mitte des 12. Jahrhunderts entstand auf der Anhöhe Poggiobonizio (benannt nach Bonizzo Segni, einem lokalen Herrscher) die neue Stadt, die oberhalb der heutigen an der Stelle der Fortezza medicea di Poggio Imperiale lag. Durch Bündnisse mit dem ghibellinischen Siena fiel der Ort bei Florenz in Ungnade. So wurde der Ort im November 1270 von fiorentinischen und französischen Truppen unter der Führung von Guy de Montfort vollständig zerstört und die Bevölkerung gezwungen, sich wieder im Borgo Marturi anzusiedeln. Mit der Vergrößerung des Ortes entstand eine ca. 1 km lange Stadtmauer mit vier Stadttoren, die heute nicht mehr vorhanden sind. Nach dem Frieden von Fucecchio vom 12. Juli 1293 gehörte der Ort wieder zum Gebiet von Florenz und verblieb dort bis zur Napoleonischen Besetzung. Danach wurde der Ort Gemeinde im Großherzogtum Toskana.

## Sehenswürdigkeiten

### Im Hauptort

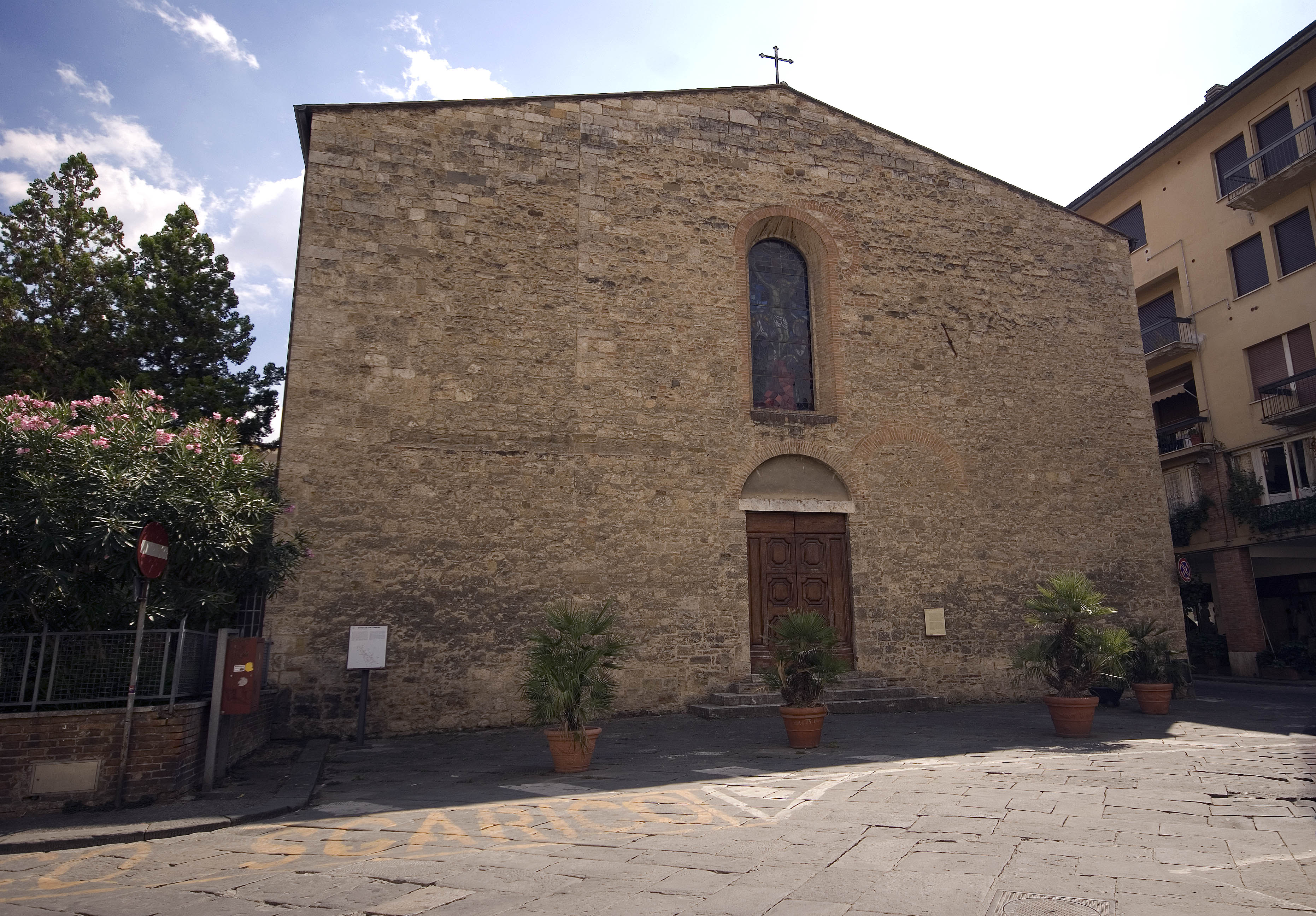
Chiesa di San Lorenzo

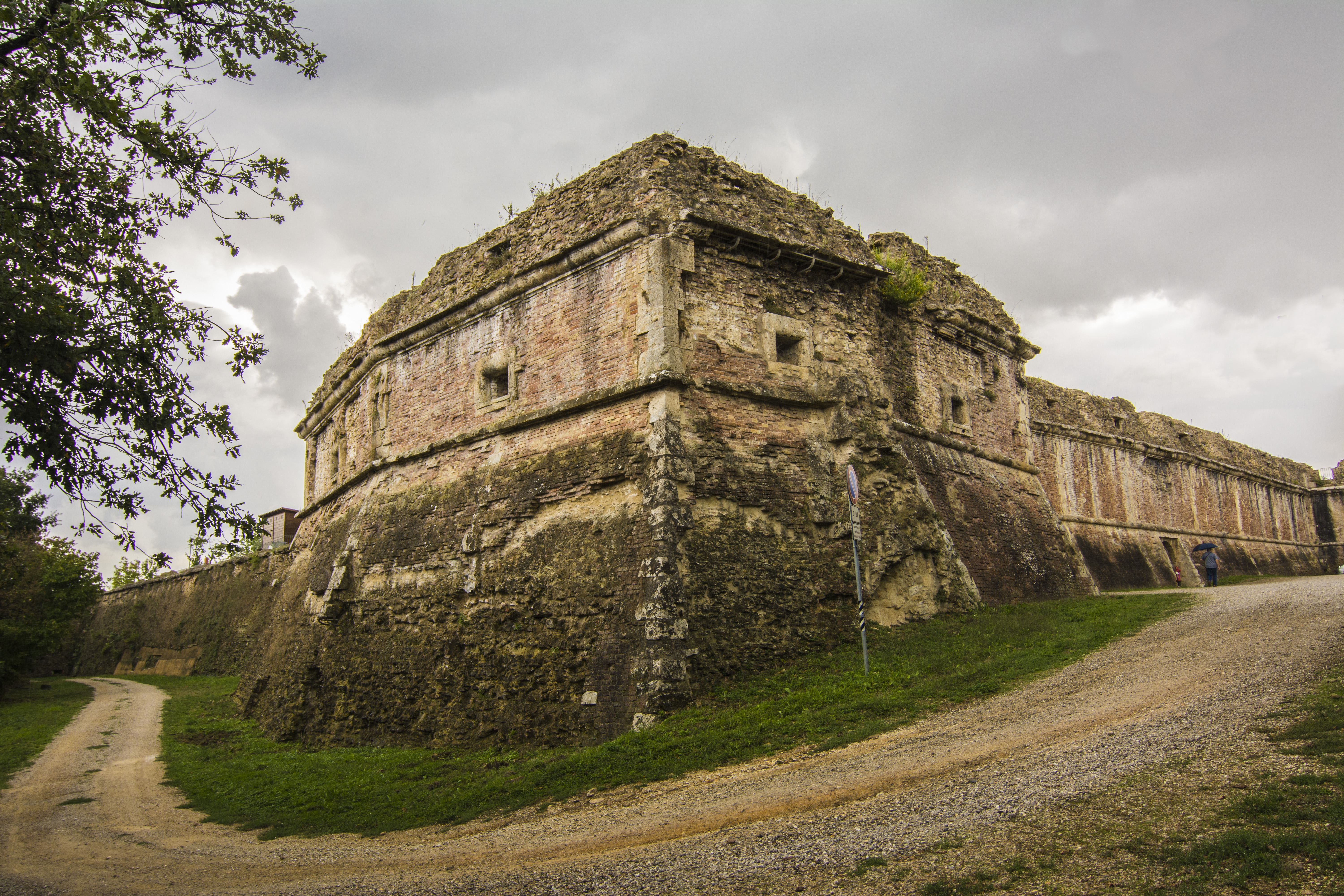
Fortezza medicea di Poggio Imperiale

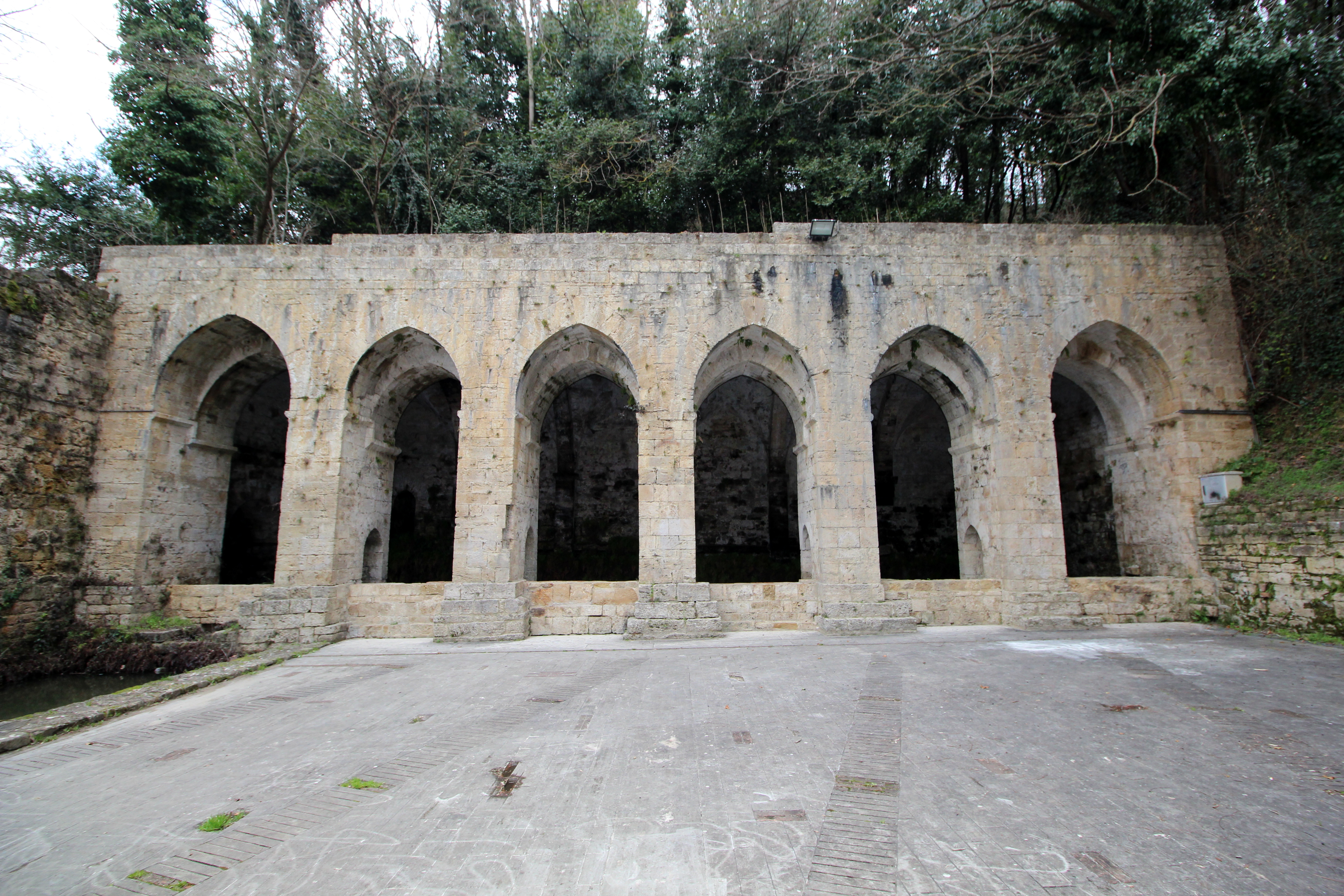
Der Brunnen Fonte delle Fate

- Collegiata di Santa Maria Assunta, auch Prepositura oder Propositura di Santa Maria Assunta, Hauptkirche im Ortskern, die 1860 neu errichtet wurde. Enthält ein Taufbecken aus dem Jahr 1341, das Werk Resurrezione von Francesco Botticini und eine Orgel von Antonio und Filippo Tronci aus dem Jahr 1775.[8]
- San Lorenzo, Kirche im Ortskern aus dem 14. Jahrhundert.[4]
- Castello della Badia (auch Castello di Poggio Marturi oder Borgo Marturi) genannt. Die Burg sowie die Abtei Abbazia di San Michele Arcangelo a Marturi (Badia) entstanden im 10. Jahrhundert.[9]
- Castello della Magione, Befestigungsanlage kurz außerhalb des Ortskern.
- Convento di San Lucchese, Konvent aus dem 13. Jahrhundert. Enthält das Werk Storie di Santo Stefano von Cennino Cennini (Freskenzirkel), die Fresken Martirio di Sant’Andrea und San Nicola di Bari von Bartolo di Fredi und die Moltiplicazione dei pani, Fresko von Gerino da Pistoia (1513).[8]
- Fortezza di Poggio Imperiale, Festung, die von 1488 bis 1511 durch Giuliano da Sangallo im Auftrag der Medici entstand.[10]
- La Fonte delle Fate (früher Fontana di Vallepiatta), Brunnen aus dem frühen 13. Jahrhundert, der zu der alten Burg gehörte und ihr anliegt. Durch die neue Burg (Fortezza Imperiale) wurde der Brunnen mit Erdreich zugeschüttet und erst 1803 wiederentdeckt. Die Konstruktion wird Balugano da Crema zugeschrieben.[11]
- Santuario di Romituzzo, Sanktuarium, das um 1460 auf Willen von Antonio degli Adimari entstand. Erbaut an dem Ort, wo das Tabernakel Madonna della neve stand.[8]

### Außerhalb

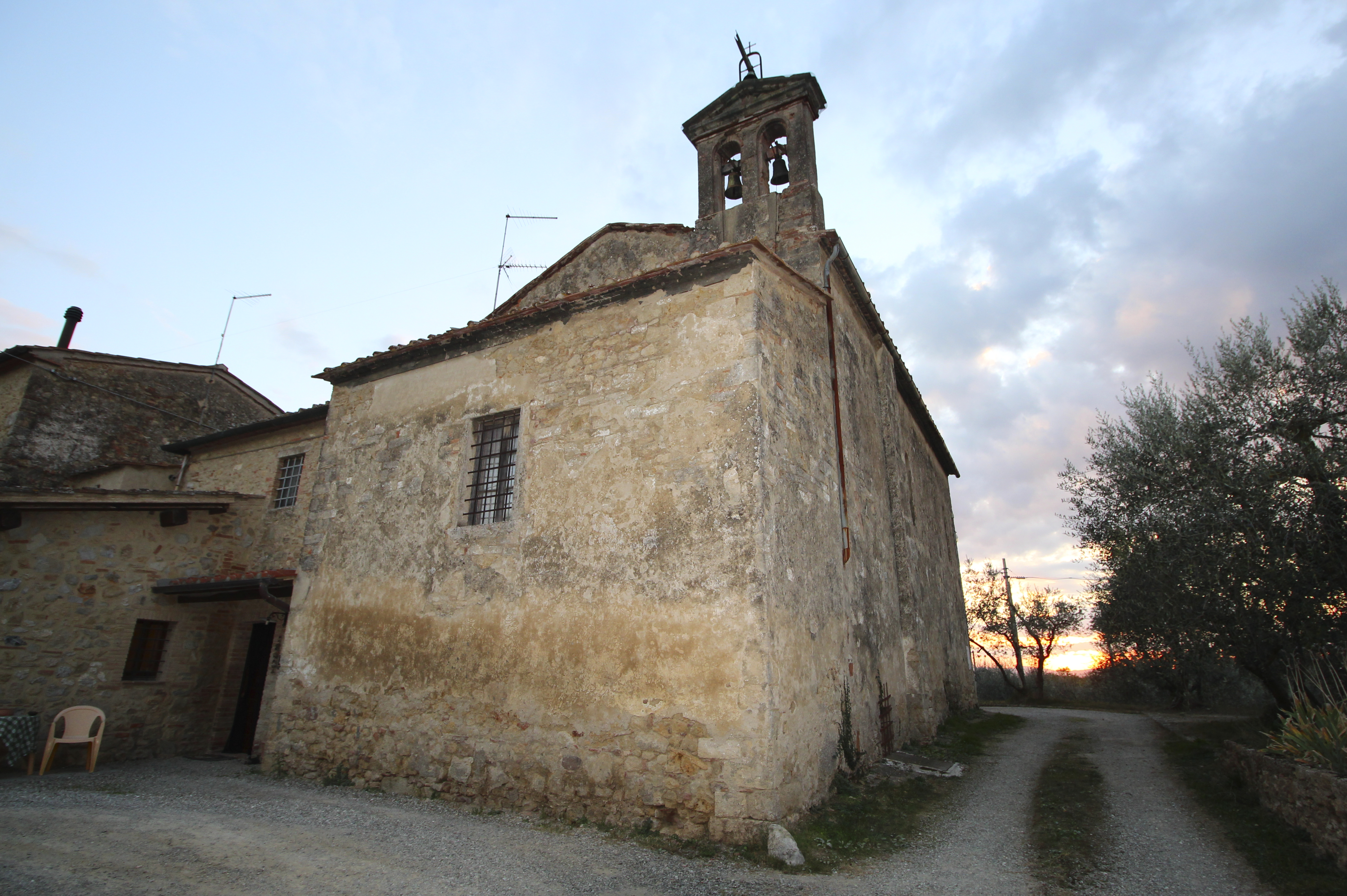
Santa Lucia a Bolzano

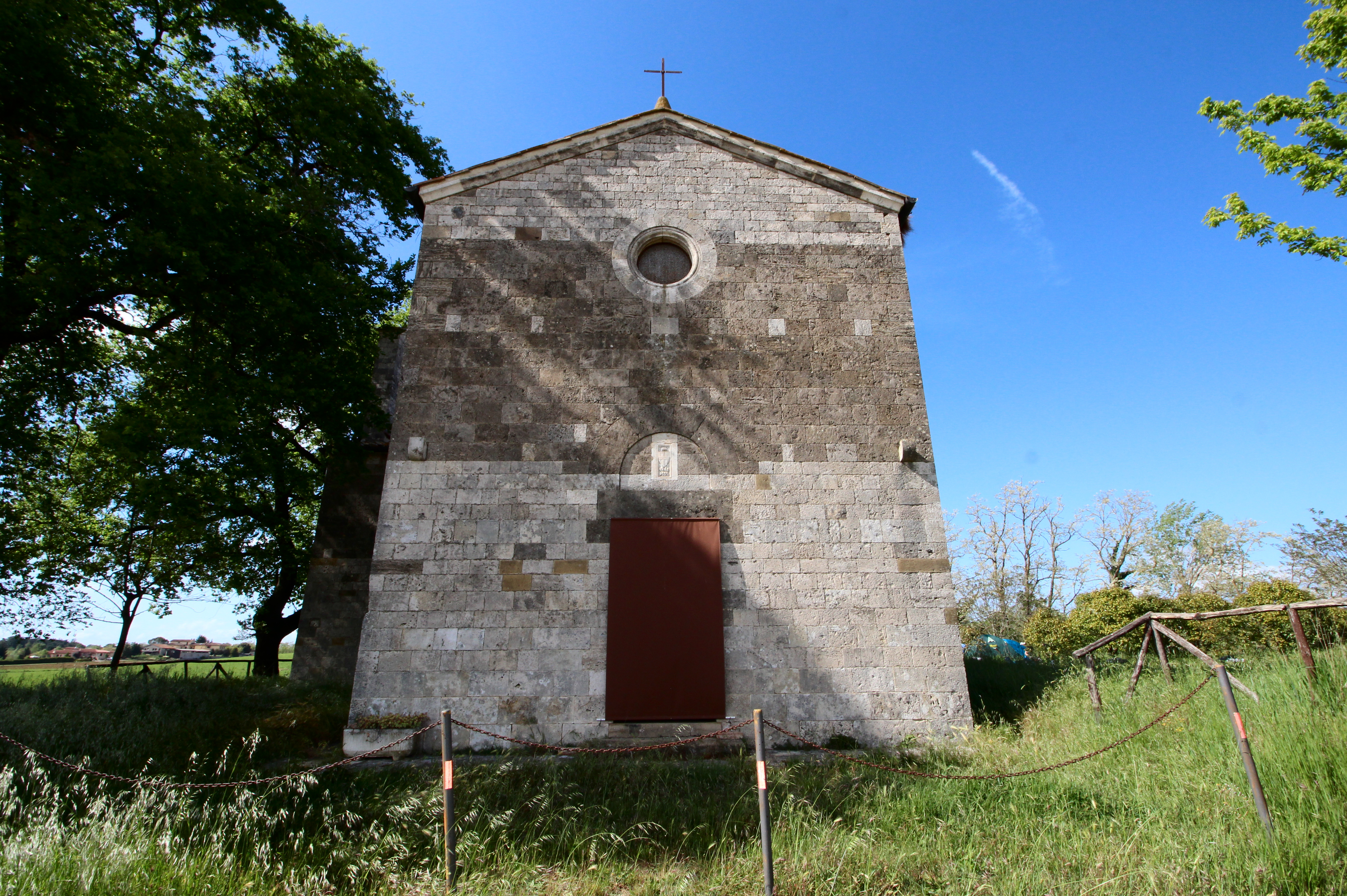
Sant’Antonio al Bosco

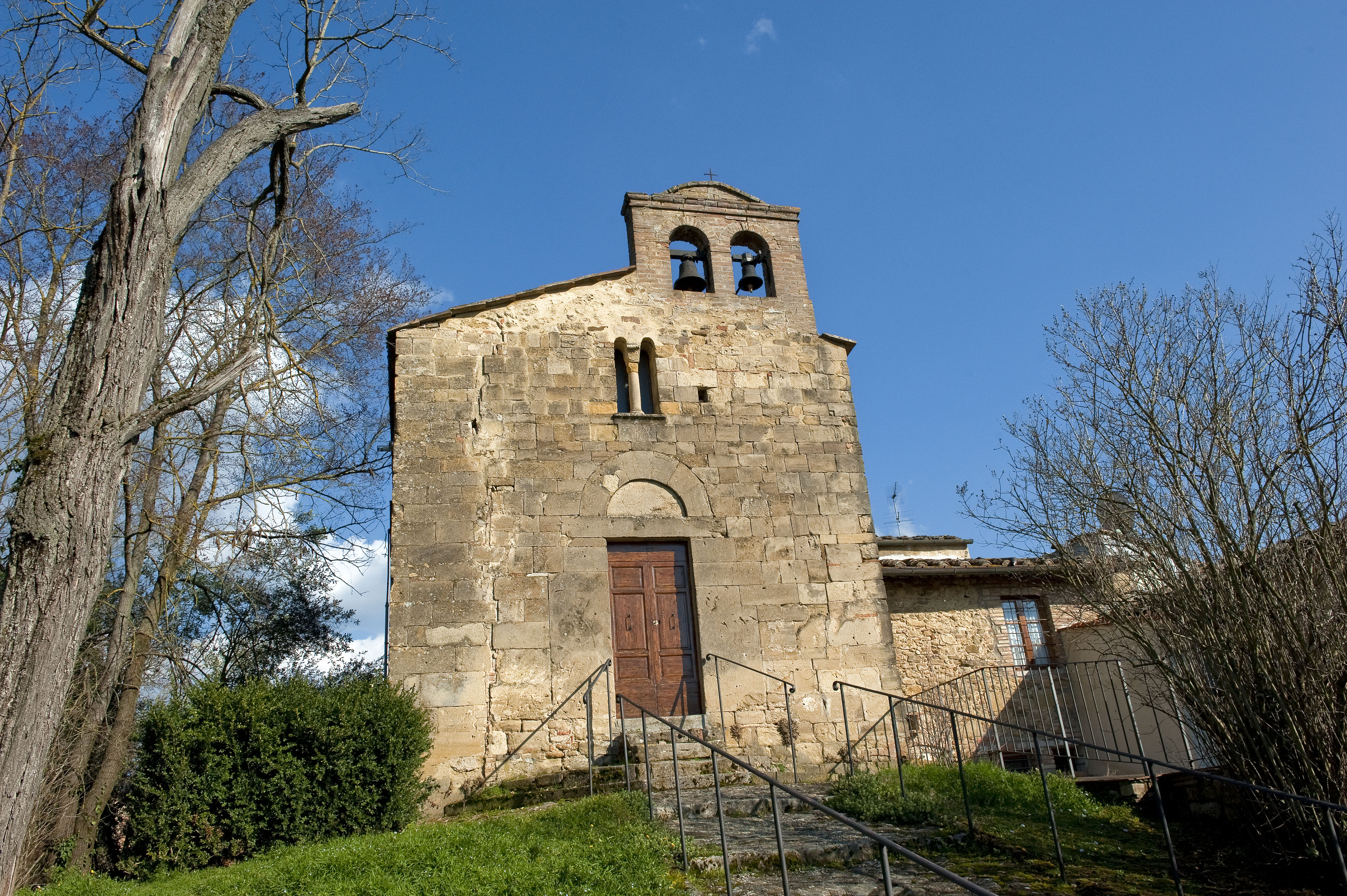
San Donato a Gavignano

- Nostra Signora di Lourdes, Kirche im Ortsteil Bellavista, 1970er Jahre.[12]
- Santa Lucia a Bolzano (älter auch Santa Lucia a Bolsano), Kirche in der Località Case Bolzano bei Staggia Senese. Die Kirche wurde 1446 von Papst Eugen IV. erwähnt.[13]
- Sant’Antonio al Bosco, Kirche an der Grenze zu Monteriggioni (Pian del Casone). Entstand im 13. Jahrhundert.[14]
- Santa Maria Maddalena, Kirche in Castiglioni (Castiglioni Alto), die im 14. Jahrhundert entstand.[15]
- San Pietro a Cedda, Kirche bei Cedda, die bereits 1046 erwähnt wurde und im 12. Jahrhundert neu errichtet wurde. Enthält Gemälde und Fresken aus dem 13., 14. und 15. Jahrhundert.[8]
- San Donato a Gavignano, Kirche bei Gavignano. Wurde erstmals 998 erwähnt.[16]
- Santa Maria Assunta, Kirche in Lecchi (Lecchi di Staggia), im 16. Jahrhundert entstandene Kirche.[17]
- San Martino, Kirche in Luco, die erstmals 983 erwähnt wurde.[18]
- Castello di Strozzavolpe, kurz nördlich von Luco gelegene Burg.[19]
- San Pietro a Megognano, Kirche in Megognano, die im 12. Jahrhundert entstand.[20]
- Sant’Andrea, heute Chiesa di San Rocco (auch San Rocco a Papaiano oder früher Sant’Andrea a Papaiano), hinter dem Ortsteil Mocarello am Hügel von Papaiano, Kirche aus der ersten Hälfte des 12. Jahrhunderts. Enthält das dem Filippo di Antonio Filippelli zugeschriebene Werk Madonna col Bambino e Santi (1492).[8]
- San Lorenzo, Kirche in der Località Pian dei Campi, erstmals 1130 erwähnt.[21]
- San Bartolomeo ai Pini, Kirchenruine in der Località Pini bei Bellavista und Staggia Senese. Wird aufgrund der gleichen Bauweise wie San Giovanni in Jerusalem am Castello della Magione dem 12. Jahrhundert zugerechnet.[6][22]
- San Giorgio, Kirche in der Località San Giorgio (auch San Giorgio a Cinciano, San Giorgio a Vitiano[23] oder San Giorgio Vecchio[6]). Die Kirche liegt im Gebiet des Erzbistums Florenz[24] und entstand 1860 und ersetzte die ältere in San Giorgio Vecchio. Enthält aus dem 17. Jahrhundert ein Holzkreuz und das Leinwandgemälde Madonna col Bambino.[6]
- Castello di Staggia Senese, Burg im Ortsteil Staggia Senese aus dem 11. Jahrhundert.
- Santa Maria Assunta, Kirche in Staggia Senese, die seit 994 bekannt ist.[8]
- Chiesa della Misericordia, Kirche in Staggia Senese, die im 15. Jahrhundert entstand und linksseitig der Kirche Santa Maria Assunta anliegt. Wurde 1928 restauriert.[25]
- Santa Maria a Talciona, Kirche in Talciona, die erstmals 1156 erwähnt wurde.[8]

## Wirtschaft
Der Ort ist ein wichtiger Industriestandort, in dessen Umgebung Möbel, Vasen und Gläser produziert werden. Zudem existiert eine starke Bauwirtschaft.

## Verkehr
- Poggibonsi hat zwei Anschlussstellen (Poggibonsi Nord und Poggibonsi Sud) an die RA3, einer Schnellstraße von Siena nach Florenz und liegt an der historischen Via Francigena.
- Der Bahnhof von Poggibonsi (Poggibonsi-S. Gimignano) liegt an der Bahnstrecke Siena-Empoli, hierbei gibt es auch Direktverbindungen nach Florenz.

## Sport
Der örtliche Fußballverein US Poggibonsi spielte von 1946 bis 1948 zwei Saisons drittklassig und insgesamt 36 Saisons viertklassig, davon zuletzt mehrere Jahre in den viertklassigen Profi-Ligen Serie C2 (1988 bis 1995, 2000 bis 2003 und 2005 bis 2008), Lega Pro Seconda Divisione (2008 bis 2014) und Serie D (2014 bis 2017). Seit 2017 spielt der Verein in der fünftklassigen Eccellenza.

## Gemeindepartnerschaften
Poggibonsi unterhält seit dem Jahr 2000 Gemeindepartnerschaften mit Werne in Nordrhein-Westfalen und Marcq-en-Barœul in Frankreich.

## Söhne und Töchter der Stadt
- San Lucchese (Lucchese da Poggibonsi (Ordo Franciscanus Saecularis), * um 1181 in Poggibonsi; † 28. April 1260 ebd.), Geistlicher[27]
- Beato Davanzato (um 1200 in Poggibonsi; † 7. Juli 1295), Mönch der Franziskanischen Gemeinschaft[28][29]
- Nikolaus von Poggibonsi (Niccolò da Poggibonsi), von 1310 bis 1320 dokumentiert, Mönch der Franziskanischen Gemeinschaft und Autor des Buches Libro d’Oltramare[30][31]
- Benedetto Bacci (eigentlich Mattia Bacci, * 13. September 1591 in Poggibonsi; † 2. Mai 1658 in Prato), Geistlicher[32]
- Luigi Fracassini (1733–1796), Komponist und Violinist in Bamberg
- Francesco Costantino Marmocchi (1805–1858), Geograf[33]
- Gaetano Pieraccini (1864–1957), Arzt und Politiker[34]
- Alberto Bettiol (* 1993), Radrennfahrer
- Irene Siragusa (* 1993), Sprinterin
- Tommaso Baldanzi (* 2003), Fußballspieler